# Cladoderris
Cladoderris is een geslacht van schimmels behorend tot de familie Meruliaceae.

## Soorten
Volgens Index Fungorum telt het geslacht twee soorten (peildatum oktober 2023):
| Soortnaam             | Auteur(s) | Publicatiejaar |
| --------------------- | --------- | -------------- |
| Cladoderris lugubris  | Rick      | 1959           |
| Cladoderris platensis | Speg.     | 1898           |